# Juliette Binoche
Pour les articles homonymes, voir Binoche.
Juliette Binoche (prononcé en français : [ʒyljɛt binɔʃ]), née le 9 mars 1964 dans le 15e arrondissement de Paris, est une actrice et danseuse française.
Elle joue dans plus de soixante longs métrages et remporte différentes distinctions, comptant un Oscar, un British Academy Film Award, un Ours d’argent, un prix d'interprétation féminine du Festival de Cannes, une coupe Volpi, un César et un prix Goya international. 
Parallèlement à cette carrière de premier plan comme actrice de cinéma, elle exerce diverses autres activités artistiques. Notamment, elle est comédienne de théâtre et fait de la peinture et de la danse.

## Biographie

### Famille et formation
Juliette Binoche naît à Paris en 1964.
Son père est Jean-Marie Binoche (1933-2019), mime, sculpteur, metteur en scène et pédagogue. Il travaille l'art dramatique, principalement en Amérique du Sud à partir de masques en résine qu'il fabrique lui-même.
Sa mère est Monique Stalens (pl) (née en 1939 à Częstochowa), enseignante, réalisatrice et actrice franco-polonaise,. Elle commence en tant que professeure de lettres, fondant plusieurs théâtres dans les lycées où elle enseigne, puis est à nouveau actrice,.
Juliette Binoche est la sœur de la photographe de plateau Marion Stalens et la petite-nièce du joueur de rugby à XV Léon Binoche, qui a participé aux Jeux olympiques de 1900,.
André Stalens, grand-père maternel de Juliette Binoche, né à Częstochowa, avait des origines belges. Julia Helena Młynarczyk, la grand-mère maternelle de Juliette Binoche, était d’origine polonaise et était native de la même ville qu'André Stalens,. Tous les deux, acteurs, avaient été déportés à Auschwitz en tant qu’intellectuels,,.
Juliette Binoche a 4 ans lorsque ses parents divorcent, en 1968. Elle vit alors chez sa tante, puis est placée en pension,. Elle ne retrouve sa mère et sa sœur qu'à l’âge de 7 ans. Dès lors, elle habite pendant une décennie avec elles au Manoir des Radrets, à Sargé-sur-Braye. 
À 17 ans, elle entre au conservatoire du 6e arrondissement de Paris et devient l'élève de Jean-Louis Bihoreau et Jean-Pierre Martino. Après l’obtention de son baccalauréat, elle suit les cours de Véra Gregh au Conservatoire national supérieur d'art dramatique (CNSAD). Elle suit également des cours aux conservatoires du deuxième et du cinquième arrondissement de Paris.

### Carrière

#### Début de carrière
Après avoir joué dans quelques pièces de théâtre (notamment L'Argent de Dieu de Michel Dodane, mise en scène par Christian Pernot), travaillé en tant que caissière dans un grand magasin parisien, tourné des publicités télévisées notamment une pour des Chamallows,, elle débute au cinéma.
Sa première expérience professionnelle à l’écran est en tant que figurante dans la série télévisée en trois parties de TF1 Dorothée, danseuse de corde (1983) réalisée par Jacques Fansten, suivie d’un rôle tout aussi petit dans le téléfilm provincial Fort bloqué réalisé par Pierrick Guinard. Après cela, elle obtient sa première apparition dans un long métrage, avec un rôle mineur dans Liberty Belle (1983) de Pascal Kané. C'est un petit rôle (deux jours de plateau), mais suffisant pour lui donner l'envie de poursuivre une carrière dans le cinéma. Toujours en 1983, elle passe une audition pour jouer dans Je vous salue, Marie de Jean-Luc Godard. Godard a choisi de rencontrer Juliette Binoche après avoir vu une photo d'elle prise par son petit ami. Bien qu'elle ne soit pas beaucoup de temps à l'écran, elle travaille 6 mois sur ce film.
Après ce film, elle joue dans une comédie grand public Les Nanas d’Annick Lanoë, aux côtés de Marie-France Pisier et Macha Méril bien qu’elle ait déclaré que l’expérience n’était pas particulièrement mémorable ou influente. Elle a une exposition plus significative dans le film La Vie de famille de Jacques Doillon, où elle joue le rôle de la belle-fille adolescente volatile du personnage central Sami Frey. Jacques Doillon a déclaré que dans le scénario original, le personnage de la belle-fille avait été écrit pour une fille de 14 ans, mais il est tellement impressionné par l’audition de Juliette Binoche, qu’il change l’âge du personnage à 17 ans pour lui permettre de prendre le rôle. En avril 1985, elle enchaîne avec un autre second rôle dans Adieu Blaireau de Bob Decout, un thriller policier avec Philippe Léotard et Annie Girardot. C’est plus tard, en 1985, que Juliette Binoche devient actrice principale dans le film Rendez-vous d’André Téchiné. Rendez-Vous est l’histoire d’une actrice provinciale, Nina, qui arrive à Paris et se lance dans une série de liaisons dysfonctionnelles avec plusieurs hommes, dont Quentin (Lambert Wilson), lunatique et suicidaire. C’est cependant sa collaboration avec le metteur en scène Scrutzler (Jean-Louis Trintignant) qui vient définir Nina. À l'origine, elle ne devait pas jouer dans ce film, le rôle étant dévolu à Sandrine Bonnaire. Mais celle-ci ayant eu des problèmes d’emploi du temps, elle fut obligée d'abandonner le film, au profit de Juliette Binoche. Rendez-vous est présenté pour la première fois au Festival de Cannes 1985, remportant le prix de la mise en scène.
En 1986, Juliette Binoche est nommée pour la première fois pour le César de la meilleure actrice. Après Rendez-Vous, elle auditionne sans succès pour Bleu comme l’enfer d’Yves Boisset et pour Hors la loi de Robin Davis, mais elle est finalement choisie pour Mon beau-frère a tué ma sœur (1986) de Jacques Rouffio aux côtés de Michel Serrault et Michel Piccoli. Ce film est un échec critique et commercial. Juliette Binoche a commenté que le film de Rouffio avait été très important pour sa carrière, car il lui a appris à juger les rôles en fonction de la qualité du scénario et de ses liens avec un réalisateur, et non de la réputation des autres membres de la distribution. Plus tard, elle donne à nouveau la réplique à Michel Piccoli dans Mauvais Sang de Leos Carax. Le film est un succès critique et commercial, conduisant à la deuxième nomination de Juliette Binoche aux César. Mauvais Sang est un thriller d’avant-garde, dans lequel elle incarne Anna, l’amante beaucoup plus jeune de Marc (Piccoli) qui tombe amoureuse d’Alex (Denis Lavant), un jeune voleur. Juliette Binoche a déclaré qu’elle avait « découvert la caméra » lors du tournage de ce film. 
En août 1986, elle commence à travailler sur L’insoutenable légèreté de l’être, adaptation par Philip Kaufman du roman de Milan Kundera. Sorti en 1988, c'est son premier rôle en langue anglaise. Le film est un succès mondial auprès de la critique et du public. Il raconte l’histoire, pendant le Printemps de Prague en 1968, d'une relation qu’un chirurgien tchèque, Tomas (Daniel Day-Lewis), entretient avec sa femme Tereza et son amante Sabina (Lena Olin). Juliette Binoche a déclaré qu’à l’époque son anglais était très limité et qu’elle utilisait un script traduit en français pour bien comprendre son rôle. Après ce succès, Binoche décide de rentrer en France, plutôt que de poursuivre une carrière internationale.
En 1988, elle incarne le rôle principal d’Un tour de manège de Pierre Pradinas, aux côtés de François Cluzet,. Elle a déclaré que son attrait pour ce film venait du fait qu’il lui donnait l’occasion de travailler avec des amis proches et sa famille. En effet, Pierre Pradinas est le beau-frère de l'actrice, tandis que la directrice de photographie, Marion Stalens, est sa sœur. Cette dernière fait un caméo dans ce film. À l’été 1988, Juliette Binoche revient sur les planches dans La Mouette d’Anton Tchekhov, mise en scène par le metteur en scène russe Andreï Konchalovsky au Théâtre de l’Odéon à Paris.

#### Années 1990
Dans les années 1990, Juliette Binoche joue dans une série de films, et est primée à plusieurs reprises.
En 1988, elle commence à travailler sur Les Amants du Pont-Neuf de Leos Carax, dans lequel elle incarne une artiste qui vit rudement sur le célèbre pont parisien où elle rencontre un autre jeune vagabond (Denis Lavant). Ce quartier emblématique de Paris devient la toile de fond d’une histoire d’amour passionnée. Les peintures présentées dans le film sont peintes par Juliette Binoche elle-même. Elle conçoit également l’affiche du film, un dessin à l’encre des amants enlacés. Le film connaît de multiples problèmes, accumulant trois ans de retard, nécessitant l’investissement de trois producteurs et des fonds du gouvernement français. Lors de sa sortie en 1991, Les Amants du Pont-Neuf est un succès critique. Binoche remporte un European Film Award et obtient sa troisième nomination aux César. Pendant une pause dans le tournage en 1990, Binoche passe cinq jours à tourner le court téléfilm Mara de Mike Figgis, adapté de Quiet Days in Clichy d’Henry Miller. Ce film de 30 minutes fait partie de la série d’anthologie Women & men 2 de HBO. Le film est devenu quelque peu controversé quand, selon Mike Figgis, HBO l’a modifié une fois terminé. Le film est diffusé pour la première fois sur HBO aux États-Unis le 18 août 1991.
La longue production des Amants du Pont-Neuf la force à refuser plusieurs rôles importants dans des productions internationales dont La Double Vie de Véronique de Krzysztof Kieślowski, Cyrano de Bergerac de Jean-Paul Rappeneau, Nuit et Jour de Chantal Akerman, et Au-delà de la mer Égée, un projet avorté avec Elia Kazan,. Binoche choisit alors de poursuivre une carrière internationale hors de France.
Juliette Binoche refuse la proposition de Steven Spielberg de jouer dans Jurassic Park (pour le rôle du Dr Ellie Sattler, finalement tenu par Laura Dern), prétextant être déjà engagée avec Krzysztof Kieślowski pour le tournage de Trois Couleurs : Bleu (1993). Elle avait auparavant refusé Indiana Jones et la Dernière Croisade, puis refusera par la suite La Liste de Schindler, des rôles respectivement confiés ensuite à Alison Doody et Caroline Goodall. Elle explique ses réticences à travailler avec Spielberg en déclarant que celui-ci est « un cinéaste d'hommes et de dinosaures, mais pas de femmes » !
Dans le film Trois Couleurs : Bleu, Binoche joue le rôle d’une jeune femme qui perd son mari compositeur et sa fille dans un accident de voiture. Bien que dévastée, elle va se reconstruire dans une nouvelle vie de solitude, mais va devoir se battre pour se libérer de son passé. À sa sortie en 1993, le film est salué par la critique et il permet à Binoche de remporter le César de la meilleure actrice. Le film est également présenté à la Mostra de Venise. Elle obtient à cette occasion la Coupe Volpi de la meilleure interprétation féminine.

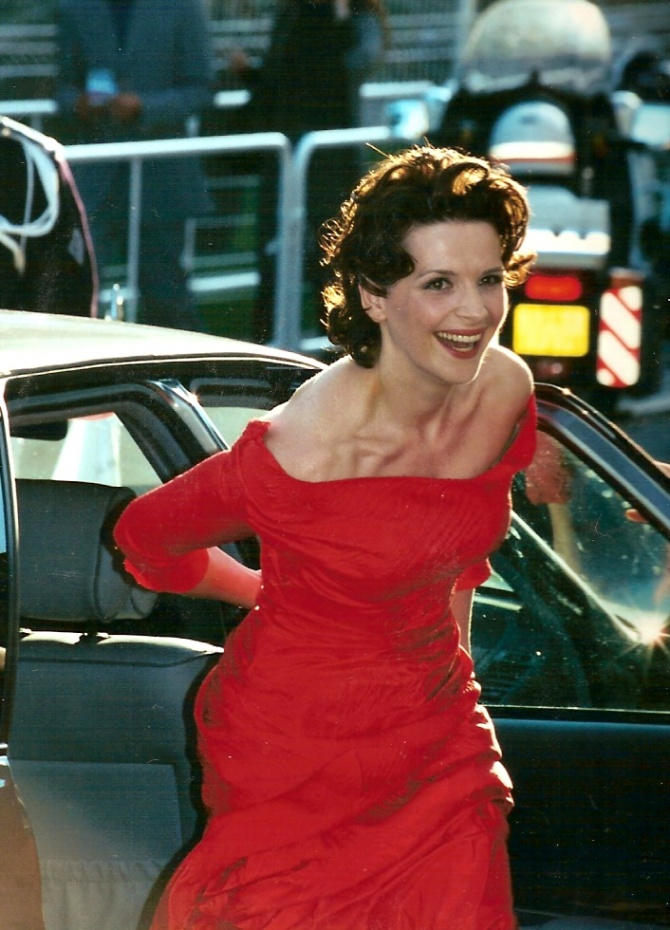
Juliette Binoche en 2000.

Jouant les héroïnes romantiques dans Le Hussard sur le toit (1995) ou Le Patient anglais (1997) pour lequel elle reçoit l'Oscar de la meilleure actrice dans un second rôle, elle est également nommée à l'Oscar de la meilleure actrice en 2000 pour sa participation à la comédie romantique Le Chocolat avec Johnny Depp. Après le succès de Trois Couleurs : Bleu, Binoche prend un court congé sabbatique au cours duquel elle donne naissance à son fils Raphaël en septembre 1993.
En 1995, Binoche revient à l’écran dans une adaptation à gros budget du Hussard sur le toit de Jean Giono, réalisée par Jean-Paul Rappeneau. Il s'agit alors du film le plus cher de l’histoire du cinéma français. Le film est un succès au box-office avec un montant brut mondial de 1 320 043 dollar US. Binoche est de nouveau nommée au César de la meilleure actrice.
En 1996, elle joue dans Un divan à New York (A Couch in New York) de Chantal Akerman, où elle donne la réplique à William Hurt. Il s'agit du premier rôle comique de Binoche depuis Mon beau-frère a tué ma sœur une décennie auparavant. Cette comédie raconte l’histoire d'un psychiatre new-yorkais qui échange sa maison avec une Française, Béatrice,. Le film est un échec critique et commercial,. Toujours en 1996 sort le film Le patient anglais (The English Patient). Le film, adapté du roman de Michael Ondaatje, est réalisé par Anthony Minghella et est produit par Saul Zaentz, producteur de The Unbearable Lightness of Being. Le film, qui réunit Juliette Binoche et Ralph Fiennes, est un succès mondial. Binoche a déclaré que le tournage en Toscane et au célèbre studio Cinecittà à Rome fut l’une des expériences professionnelles les plus heureuses de sa carrière. Le film, qui raconte l’histoire d’un homme mystérieux et gravement brûlé retrouvé dans l’épave d’un avion pendant la Seconde Guerre mondiale, a remporté neuf Oscars, dont celui de la meilleure actrice dans un second rôle pour Juliette Binoche, qui la consacre en tant que star de cinéma internationale,.
Après ce succès international, Binoche rentre en France et commence à travailler aux côtés de Daniel Auteuil sur le film Lucie Aubrac, de Claude Berri, l’histoire vraie d’une héroïne de la Résistance française, Lucie Aubrac. Binoche est libérée du film six semaines après le début du tournage en raison de divergences avec Berri concernant l’authenticité du scénario. Binoche a décrit cet événement comme « un tremblement de terre » pour elle.
En 1998, elle travaille avec André Téchiné sur Alice et Martin ; elle y joue une musicienne parisienne ayant une relation avec un jeune amant qui cache un sombre secret de famille.

#### Années 2000

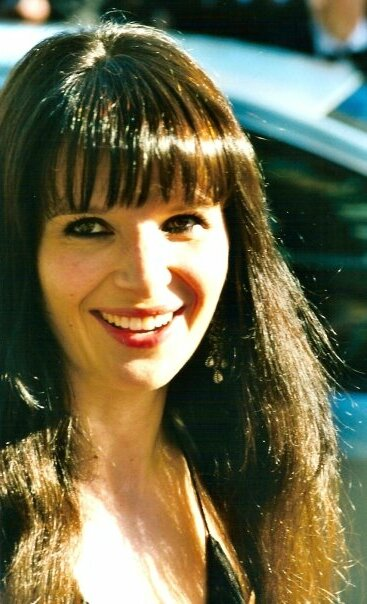
Juliette Binoche au festival de Cannes 2002.

En 2000, elle joue dans La Veuve de Saint-Pierre de Patrice Leconte, rôle qui lui permet d'être nommée au César de la meilleure actrice en 2001. Dans ce drame d’époque, où elle a pour partenaire Daniel Auteuil, elle incarne une femme qui tente de sauver un condamné à mort. Le film reçoit des critiques favorables, en particulier aux États-Unis, et est nommé au Golden Globe du meilleur film en langue étrangère. La même année, elle est à l'affiche de Code inconnu, un film de Michael Haneke. Le film est présenté pour la première fois en compétition au Festival de Cannes 2000. Toujours en 2000, elle joue à New York dans la pièce de théâtre Trahisons (Betrayal) écrite par Harold Pinter, mise en scène par David Leveaux et pour laquelle elle est nommée au Tony Award.
De retour au cinéma, elle est à l'affiche du film Le Chocolat, de Lasse Hallström, adapté du roman de Joanne Harris. Le film connait le succès et, pour son rôle, elle remporte un Prix du cinéma européen dans la catégorie meilleure actrice et est également nommée pour l'Oscar et le BAFTA.
En 2002, dans la comédie Décalage horaire de Danièle Thompson, avec Jean Réno, elle joue une esthéticienne bavarde coincée dans un aéroport.
En 2005, elle tourne dans le thriller Caché de Michael Haneke et le drame Mary d'Abel Ferrara.
En 2008, elle réalise une tournée mondiale de danse contemporaine avec le chorégraphe anglais d'origine bangladeshi Akram Khan pour le spectacle In I,,, et fait la couverture de Playboy.

#### Années 2010
En 2010, elle remporte le Prix d'interprétation féminine lors du 63e Festival de Cannes pour Copie conforme, d'Abbas Kiarostami,. L'apparition de Binoche crée la controverse après que deux députés iraniens ont conseillé au parlement de faire preuve de plus de prudence dans l’octroi de visas à des célébrités étrangères, ce qui pourrait conduire à une « destruction culturelle ».
Avec ce prix, outre son Oscar et son César, Juliette Binoche a la spécificité d'être la seule actrice avec Julianne Moore à être primée dans les trois grands festivals du cinéma que sont le Festival de Cannes, la Mostra de Venise et la Berlinale — elle est ainsi, avec Julianne Moore et aussi Jack Lemmon et Sean Penn chez les acteurs, l'un des quatre artistes à avoir reçu le prix d'interprétation des trois plus grands festivals mondiaux. Elle a également reçu cette même année 2010 le prix Maureen O’Hara au Kerry Film Festival, un prix récompensant les femmes qui ont excellé dans leur domaine de prédilection.
En 2012, elle est à l'affiche du film Elles, de Małgorzata Szumowska.
Vingt-cinq ans après Isabelle Adjani (et le film de Bruno Nuytten), elle incarne, en 2013, Camille Claudel dans Camille Claudel 1915, de Bruno Dumont, un film qui n'est pas un nouveau biopic de la sculptrice, mais la montre à 51 ans, internée depuis deux ans dans un hôpital psychiatrique du Vaucluse et dans l'attente d'une visite annoncée de Paul Claudel, son frère cadet.
L'année suivante, Juliette Binoche est à l'affiche de Sils Maria, d'Olivier Assayas, où elle partage l'affiche avec Kristen Stewart. Elle incarne une actrice qui a connu le succès en jouant le rôle d'une jeune fille ambitieuse et au charme trouble qui fascine et conduit au suicide une femme mûre, Helena. Vingt ans plus tard on lui propose de reprendre cette pièce, mais cette fois de l'autre côté du miroir, dans le rôle d'Helena. Il s'agit de sa seconde collaboration avec le réalisateur après L'Heure d'été. La même année, elle joue un petit rôle dans le blockbuster de science-fiction Godzilla, de Gareth Edwards.

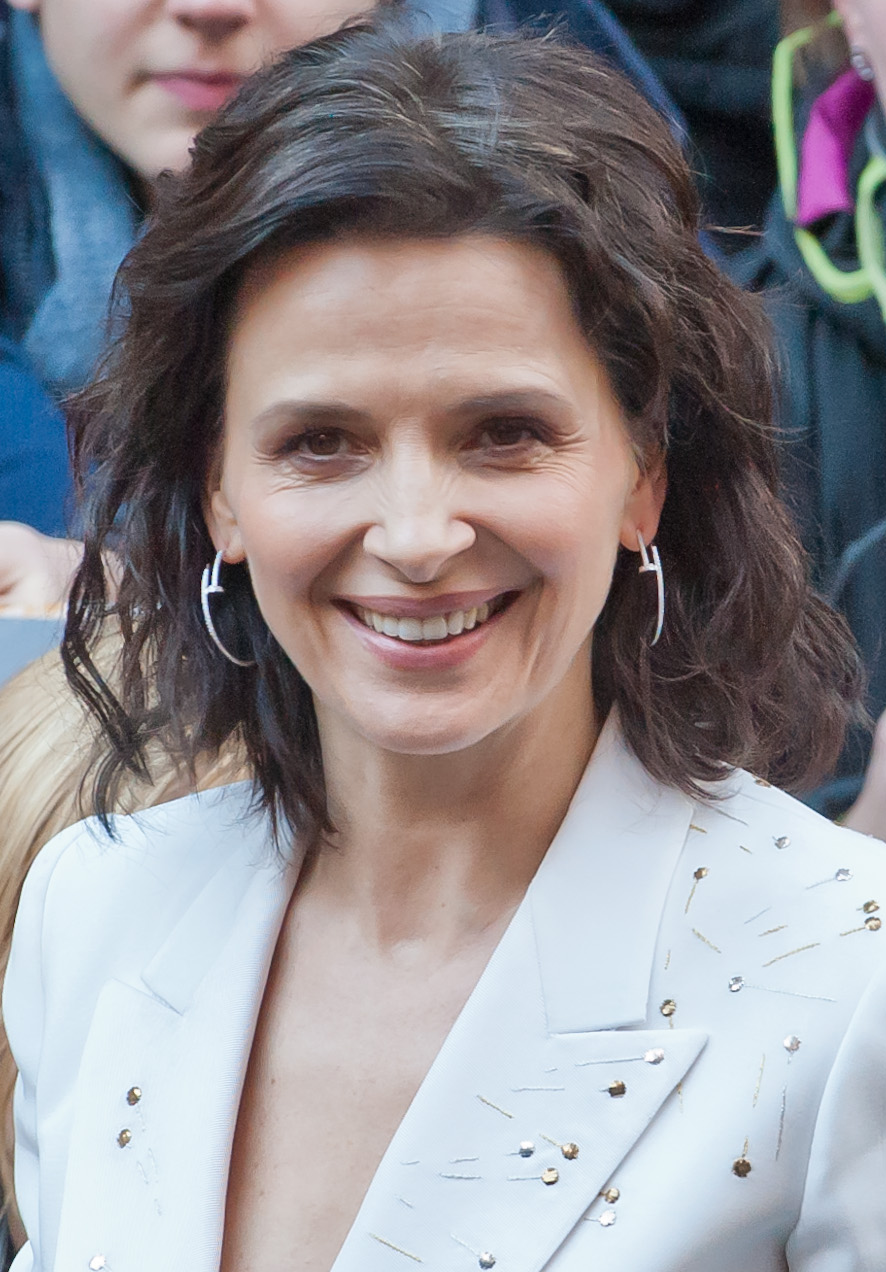
Juliette Binoche arrivant à la conférence de presse pour Personne n'attend la nuit d'Isabel Coixet à la Berlinale 2015

Elle travaille ensuite, sous la direction d'Isabel Coixet, dans le long-métrage Personne n'attend la nuit (Nadie quiere la noche) qui fait l'ouverture de la Berlinale 2015 et y est accueilli fraîchement. Elle joue également le rôle de la narratrice dans le court-métrage Parler de Rose, prisonnière de Hissène Habré, documentaire consacré à une prisonnière de l'ancien dictateur tchadien Hissène Habré, Rose Lokissim.
Durant l'été 2015, elle est présidente du jury du Festival du film de Cabourg, soit dix-huit ans après avoir été récompensée par le festival pour son rôle dans Le Patient anglais. Le jury 2015 est composé de Jérôme Bonnell, Luís Galvão Teles, Maxim Nucci, Raphaël Personnaz, Céline Sallette, Guillaume Schiffman, Gilles Taurand et Mélanie Thierry.
En 2016, Binoche retrouve Bruno Dumont dans la comédie Ma Loute. Le film, présenté en avant-première au Festival de Cannes 2016, avec en vedette Fabrice Luchini et Valeria Bruni Tedeschi, est une comédie burlesque tournée dans la région d’Ambleteuse, dans le nord de la France. Se déroulant en 1910, le film raconte l’histoire insolite de deux familles liées par une romance improbable. Ma Loute est bien accueilli par la presse et le public. La même année, elle joue dans Polina, danser sa vie, réalisé par Valérie Müller et Angelin Preljocaj, l’histoire d’une ballerine russe surdouée, Polina (Anastasia Shevtsoda). De Moscou à Aix-En-Provence en passant par Anvers, du succès à la désillusion, on y suit le destin de la danseuse Polina et de Liria Elsaj, une chorégraphe incarnée par Binoche, qui éveille chez Polina le désir de s’éloigner du ballet classique pour explorer davantage la danse contemporaine.
Parallèlement à sa carrière d'actrice, Juliette Binoche annonce en 2016 la création de We do it together, une société de production internationale destinée à financer et promouvoir des films qui déconstruisent l'image stéréotypée des femmes. Chiara Tilesi (fondatrice), Jessica Chastain, Queen Latifah, entre autres, portent également le projet,.
En mars 2017, elle joue dans la comédie Telle mère, telle fille, de Noémie Saglio, où elle retrouve Lambert Wilson trente-deux ans après Rendez-Vous d’André Téchiné. En mai 2017, Binoche et Camille Cottin sont de nouveau réunies, cette fois sur le petit écran dans le dernier épisode de la deuxième saison de Dix Pour Cent ; Juliette Binoche apparaît dans un épisode ironique centré sur le Festival de Cannes. En juillet 2017, elle crée avec Alexandre Tharaud le spectacle Vaille que vivre (Barbara), inspiré par le livre Il était un piano noir… Mémoires interrompus, de Barbara, en hommage à la chanteuse disparue en 1997, présenté dans la cour du Lycée Saint-Joseph lors de la 71e édition du Festival d'Avignon puis repris pour une soirée à la Philharmonie de Paris. En septembre de la même année, elle est à l'affiche du film Un beau soleil intérieur, de Claire Denis.
En février 2019, Juliette Binoche est présidente du jury du 69e festival de Berlin.

#### Années 2020
En 2020, elle apparaît dans le documentaire Annie Girardot selon son cœur,. La même année, elle crée le Porquerolles Films Festival,.
En 2022, elle est à l'affiche du film Avec amour et acharnement de Claire Denis, adapté du roman Un tournant de la vie de Christine Angot,, au côté de Vincent Lindon. Lorsque, sur France Inter, Nagui la questionne sur ses rapports avec son partenaire de jeu, la comédienne dit avoir vécu un tournage éreintant. Elle déclare ainsi : « Il y a une parité, on a le droit d'exister l'un comme l'autre et c'était compliqué. (…) Ça m'est rarement arrivé qu'un tournage ne soit pas forcément calme ». Bien que le film obtienne l'Ours d'argent au festival de Berlin, il n’attire que 150 270 spectateurs lors de sa sortie. Elle joue également dans La Passion de Dodin Bouffant, un film de Tran Anh Hung avec Benoît Magimel,,,. Elle participe également aux documentaires La Fabrique des pandémies, de Marie-Monique Robin, et Code Haneke, de Marie-Ève de Grave,. En août de la même année, elle participe à la présentation du film Paradise Highway au Festival international du film de Locarno,.
Au Festival international du film de Saint-Sébastien, elle reçoit le Prix Donostia pour l'ensemble de sa carrière ; dans son discours de remerciement, elle incite les actrices à refuser les rôles de femme objet.
Toujours la même année, elle joue dans la série The Staircase le personnage de la monteuse d'un documentariste français, interprété par Vincent Vermignon. Puis elle est à l'affiche du film Ouistreham, d’Emmanuel Carrère.
En 2023, elle profite de la cérémonie des César 2023 pour rappeler l'importance du cinéma d'auteur.
Le film La Passion de Dodin Bouffant, où elle joue Eugénie, et qui a reçu le prix de la mise en scène au Festival de Cannes, est sélectionné pour représenter la France aux Oscars 2024 mais n'est pas nommée. La même année, elle préside l'Académie européenne du cinéma,,.
En 2024, elle parraine le festival Branche et cinéma.
En 2025, Juliette Binoche est choisie pour être la présidente du jury du Festival de Cannes qui a lieu en mai 2025 ; elle succède à Greta Gerwig. L'actrice avait été sollicitée plusieurs fois mais avait refusé pour ne pas nuire aux films qu'elle présentait au Festival. En 1996, Gilles Jacob lui propose de faire partie du jury de Francis Ford Coppola avec comme argument : « Vous serez avec une autre actrice comme deux belles plantes de chaque côté de Francis. ».

### Pratiques artistiques de la peinture, du dessin et de l'écriture
L'activité d'artiste peintre passionne Juliette Binoche et occupe son temps libre depuis l'adolescence. Ses toiles ont déjà été exposées et vendues et elle est citée comme artiste peintre parmi ses activités professionnelles. Elle pratique aussi le dessin artistique et l'écriture. Le beau livre Portraits In-Eyes rassemble textes et dessins de son exposition.

### Vie privée

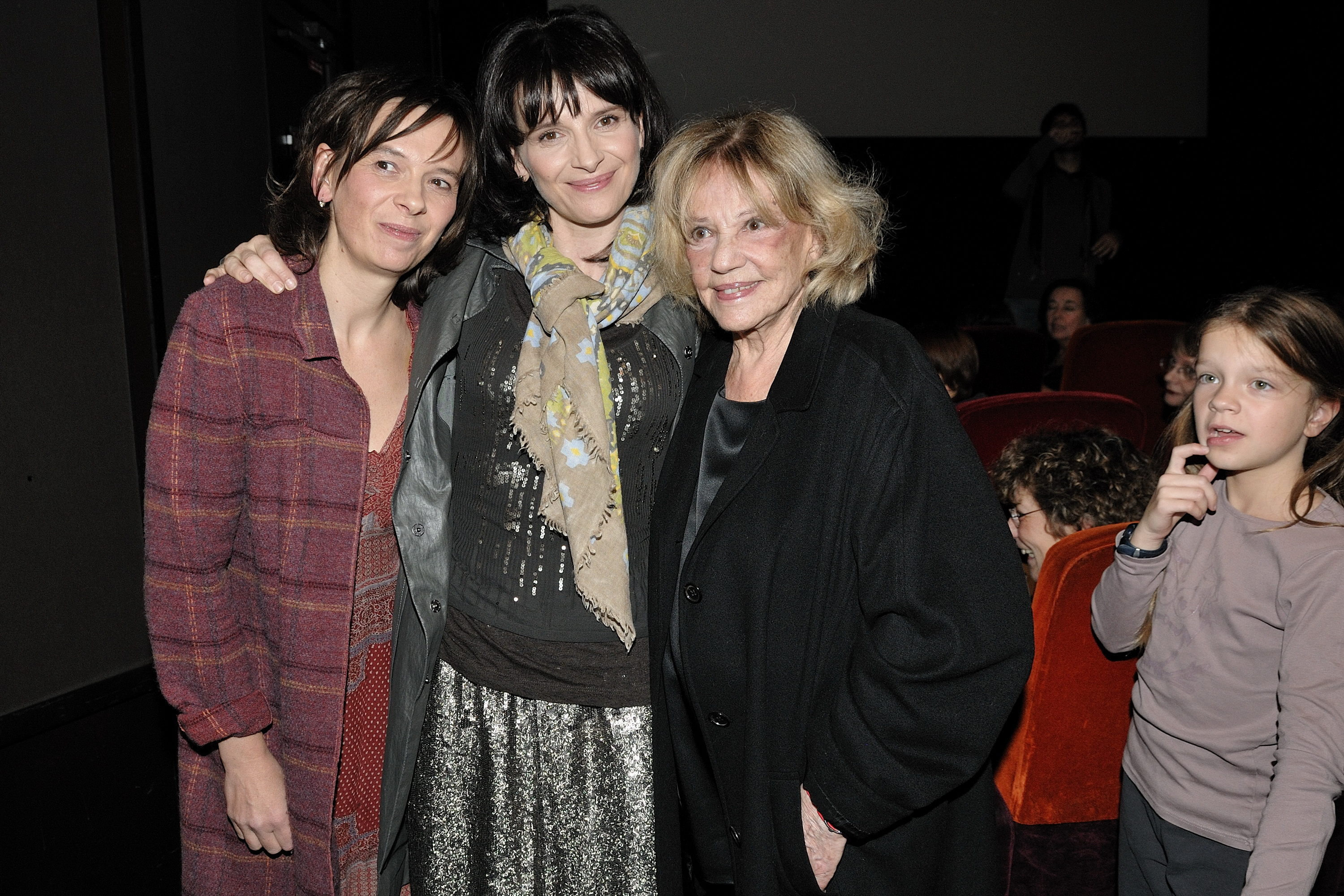
Juliette Binoche et sa sœur, la réalisatrice Marion Stalens, avec Jeanne Moreau, lors de la présentation de Juliette Binoche dans les yeux, en 2009.

Elle a partagé la vie de Leos Carax de 1986 à 1991, rencontré sur le tournage de Mauvais Sang, dont elle se séparera sur un autre tournage, celui des Amants du Pont-Neuf.
Elle entretient ensuite une relation avec le plongeur professionnel André Hallé (fils du botaniste Francis Hallé), dont naît Raphaël en 1993.
Deux ans plus tard, elle joue dans Le Hussard sur le toit aux côtés d'Olivier Martinez avec qui elle sera en couple de 1995 à 1997.
En 1999, pendant le tournage du film Les Enfants du siècle, elle rencontre Benoît Magimel, qui devient son compagnon et le reste jusqu'en 2003. Ils ont ensemble une fille, née en 1999, Hannah.
Santiago Amigorena, ex-époux de Julie Gayet, avec qui il a eu deux enfants, fait appel à elle en 2006 pour Quelques jours en septembre et devient son compagnon. Ils se séparent en 2009.
Elle est aussi la marraine de cinq orphelins au Cambodge.

## Prises de position et de parole politiques et publiques

### Œuvres caritatives
Depuis 1992, Binoche est mécène de l’organisation caritative cambodgienne Français Enfants d’Asie (anciennement ASPECA). Grâce à cette association caritative, elle a financé la construction d’un foyer pour enfants à Battambang.

### Soutien à Pierre Lescure
En avril 2002, Juliette Binoche et plusieurs autres personnalités du cinéma français, dont Catherine Deneuve et Mathieu Kassovitz, participent à un « pique-nique de protestation » pour s’opposer au licenciement du président de Canal+, Pierre Lescure, par la société Vivendi Universal.

### Soutien à Reporters sans Frontières et au réalisateur Jafar Panahi
Le 7 février 2006, elle participe à une manifestation organisée par Reporters sans frontières en soutien à Jill Carroll et à deux journalistes iraquiens enlevés à Bagdad.
Lors du Festival de Cannes 2010, elle se prononce contre la détention du réalisateur iranien Jafar Panahi, incarcéré à la prison d’Evin à Téhéran le 1er mars 2010. Lors de la conférence de presse suivant la projection de Copie conforme, elle est informée que Panahi a entamé une grève de la faim. Le lendemain, elle assiste à une conférence de presse convoquée spécialement pour exiger la libération de Panahi. Abbas Kiarostami, Mohsen Makhmalbaf et Gilles Jacob sont également présents. Juliette Binoche lit une lettre soulignant que la détention de Panahi est « injustifiée et intolérable ». Lorsqu'elle reçoit le prix de la meilleure actrice au festival, brandissant son nom sur une pancarte, elle profite de son discours pour évoquer à nouveau le sort de Panahi. Le 25 mai, il est annoncé que Panahi est libéré sous caution. Il est généralement admis que la publicité que Binoche et Kiarostami ont suscitée sur son cas a été un facteur important de sa libération. Le 20 décembre 2010, Panahi, après avoir été poursuivi pour « rassemblement et collusion avec l’intention de commettre des crimes contre la sécurité nationale du pays et la propagande contre la République islamique », est condamné à six ans de prison et à une interdiction de 20 ans de faire ou de réaliser des films, d’écrire des scénarios, de donner toute forme d’interview avec des médias iraniens ou étrangers, ainsi que de quitter le pays. Juliette Binoche continue de faire du lobbying en son nom.

### Soutien aux travailleurs clandestins
Elle participe à une manifestation donnée par le Réseau Éducation Sans Frontières (RESF) le 7 janvier 2010 pour mettre en lumière les problèmes de fiscalité et de légitimité auxquels sont confrontés les travailleurs sans papiers en France.

### Écologie
En septembre 2018, à la suite de la démission de Nicolas Hulot, elle lance avec l'astrophysicien Aurélien Barrau une tribune à la une du journal Le Monde contre le réchauffement climatique, intitulée « Le Plus Grand Défi de l'histoire de l'humanité », cosignée par 200 personnalités. En décembre 2018, elle tourne dans la vidéo d'appui de la pétition écologique de l'Affaire du siècle qui rencontre un succès inédit et collecte le nombre record de 2 300 000 signatures.
En janvier 2019, elle signe, avec également 500 autres, l'appel au Lundi vert.
En mars 2021, elle participe à un rassemblement organisé sur l'esplanade des Invalides pour réclamer « une meilleure considération de la forêt dans la loi Climat et résilience. »

### Gilets jaunes
En 2019, elle affiche son soutien au mouvement des Gilets jaunes et déclare comprendre la raison du mouvement. Elle co-signe également en mai 2019, parmi 1 400 personnalités du monde de la culture, la tribune « Nous ne sommes pas dupes ! », publiée dans le journal Libération, pour soutenir le mouvement des Gilets jaunes et affirmant que « Les gilets jaunes, c'est nous ». Toujours en 2019, elle signe l'appel lancé par l'association Des lits solidaires (association œuvrant pour l'accueil, le suivi et l'hébergement des migrants mineurs et isolés), en soutien à un jeune migrant enfermé en camp de rétention. En février 2019, lors d’une conférence de presse au Festival international du film de Berlin, elle déclare que Harvey Weinstein était un grand producteur et « nous ne devrions pas oublier, même si cela a été difficile pour certains réalisateurs et acteurs, et en particulier les actrices ». Elle déclare également : « J’ai presque envie de dire paix à son esprit et à son cœur, c’est tout, j’essaie de mettre mes pieds à sa place. Il en a assez, je pense. Beaucoup de gens se sont exprimés. Maintenant, la justice doit faire son travail. ».

### Politique
Elle déclare à plusieurs reprises qu'elle n’approuve pas l’administration Sarkozy, déclarant que le président était en train de créer une république monarchique.
À l'élection présidentielle de 2017, elle déclare soutenir la candidature du candidat du Parti socialiste Benoît Hamon.
En mai 2018, elle co-écrit une tribune dans le journal Le Monde, dans laquelle elle s'oppose au procès intenté par la justice à trois personnes qui ont aidé des migrants, et déclare avoir déjà aidé des migrants dans le besoin et avoir l’intention de continuer à le faire.
En janvier 2022, Juliette Binoche et une centaine d'autres artistes appellent à voter à la Primaire populaire, à l'occasion de l'élection présidentielle.
En mars 2023, elle co-signe une tribune publiée par Libération dans laquelle, elle et 300 autres signataires, déclarent qu'« Il est temps de dire que nous sommes oppose.és [sic] à cette réforme. », dans le cadre de la réforme des retraites,,,.

### Soutien aux Iraniennes
Après les manifestations en Iran pour dénoncer la mort de Mahsa Amini à Téhéran, une cinquantaine d’actrices et chanteuses —dont Juliette Binoche— se filment en train de se couper une mèche de cheveux en soutien aux manifestantes iraniennes,,,,.
La vidéo, sur l'air de Bella Ciao en persan, est postée sur Instagram accompagnée du texte « Masha Amini est morte pour avoir laissé apparaître quelques mèches de cheveux ».

### #MeToo
En avril 2024, Juliette Binoche déclare avoir été victime de violences sexuelles pendant des castings où elle devait poser nue ou des agressions pendant des tournages,.

## Controverses

### Propos sur les attentats du 11 septembre 2001
En 2009, au sujet des attentats du 11 septembre 2001, pendant le tournage de Quelques jours en septembre, film d’espionnage qui raconte que plusieurs groupes d’intérêts, dont les services secrets américains, étaient au courant d’une attaque imminente sur les États-Unis, elle discute avec un agent secret, consultant pour le film, et déclare ensuite dans un journal britannique : « Il ne pouvait pas tout me révéler, mais il m’en a dit beaucoup [...] J’ai été surprise par certaines choses ». Pour elle, la CIA et d’autres acteurs étaient au courant.

### Propos concernant la pandémie de Covid-19
Le 6 mai 2020, elle publie dans Le Monde, avec Aurélien Barrau et un collectif de 200 personnalités, un appel aux dirigeants et citoyens intitulé « Non à un retour à la normale » pour changer en profondeur nos modes de vie, de consommation et nos économies à la suite de la pandémie de Covid-19.
Toujours dans le contexte de la pandémie de Covid-19, elle se fait début mai 2020 le relais de thèses complotistes anti-5G, anti-vaccins contre la Covid-19 (et en général), contre Bill Gates et contre l'industrie pharmaceutique en général par le biais de son compte Instagram,,. Dans une entrevue accordée à RTL, elle déclare « C'était des questions [...] J'aimerais bien que toute cette énergie aille plutôt à essayer de comprendre les causes de ces pandémies. »

## Filmographie

### Cinéma

#### Années 1980
- 1983 : Liberty Belle de Pascal Kané : La fille du rallye
- 1985 : Je vous salue, Marie de Jean-Luc Godard : Juliette
- 1985 : Les Nanas d'Annick Lanoë : Antoinette
- 1985 : La Vie de famille de Jacques Doillon : Natacha
- 1985 : Adieu blaireau de Bob Decout : B.B
- 1985 : Rendez-vous d'André Téchiné : Nina
- 1985 : Le Meilleur de la vie de Renaud Victor : Une amie de Véronique
- 1986 : Mon beau-frère a tué ma sœur de Jacques Rouffio : Esther Bouloire
- 1986 : Mauvais Sang de Leos Carax : Anna
- 1988 : L'Insoutenable Légèreté de l'être (The Unbearable Lightness of Being) de Philip Kaufman : Tereza
- 1989 : Un tour de manège de Pierre Pradinas : Elsa

#### Années 1990
- 1991 : Les Amants du Pont-Neuf de Leos Carax : Michèle Stalens
- 1992 : Les Hauts de Hurlevent (Wuthering heights) de Peter Kosminsky : Cathy Linton / Catherine Earnshaw
- 1992 : Fatale (Damage) de Louis Malle : Anna Barton
- 1993 : Trois Couleurs : Bleu de Krzysztof Kieślowski : Julie
- 1994 : Trois Couleurs : Blanc de Krzysztof Kieślowski : Intrusion lors du procès (brève apparition)
- 1994 : Trois Couleurs : Rouge de Krzysztof Kieślowski : Rescapée du naufrage du ferry (brève apparition)
- 1995 : Le Hussard sur le toit de Jean-Paul Rappeneau : Pauline de Theus
- 1996 : Un divan à New York de Chantal Akerman : Béatrice Saulnier
- 1996 : Le Patient anglais (The English Patient) d'Anthony Minghella : Hana
- 1998 : Alice et Martin d'André Téchiné : Alice
- 1999 : Les Enfants du siècle de Diane Kurys : George Sand

#### Années 2000
- 2000 : La Veuve de Saint-Pierre de Patrice Leconte : Madame La
- 2000 : Code inconnu de Michael Haneke : Anne Laurent
- 2000 : Le Chocolat (Chocolat) de Lasse Hallström : Vianne Rocher
- 2001 : Éloge de l'amour de Jean-Luc Godard : La voix
- 2002 : Décalage horaire de Danièle Thompson : Rose
- 2004 : In My Country de John Boorman : Anna Malan
- 2005 : Caché de Michael Haneke : Anne Laurent
- 2005 : Les Mots retrouvés (Bee Season) de Scott McGehee et David Siegel : Miriam Naumann
- 2005 : Mary d'Abel Ferrara : Mary Palesi / Marie Madeleine
- 2005 : Paris, je t'aime, segment 2e arrondissement de Nobuhiro Suwa : Suzanne
- 2006 : Quelques jours en septembre de Santiago Amigorena : Irène Montano
- 2006 : Par effraction (Breaking and Entering) d'Anthony Minghella : Amira
- 2007 : Coup de foudre à Rhode Island (Dan in Real Life) de Peter Hedges : Marie Diamond
- 2007 : Le Voyage du ballon rouge de Hou Hsiao-hsien : Susanne
- 2008 : Paris de Cédric Klapisch : Élise
- 2008 : Shirin de Abbas Kiarostami : une femme dans le public
- 2008 : Désengagement d'Amos Gitaï : Ana
- 2008 : L'Heure d'été d'Olivier Assayas : Adrienne

#### Années 2010
- 2010 : Copie conforme d'Abbas Kiarostami : Elle
- 2011 : Un flic pour cible (The Son of No One) de Dito Montiel : Lauren Bridges
- 2012 : Elles de Małgorzata Szumowska : Anne
- 2012 : La Vie d'une autre de Sylvie Testud : Marie
- 2012 : Cosmopolis de David Cronenberg : Didi Fancher
- 2012 : À cœur ouvert de Marion Laine : Mila
- 2013 : Camille Claudel 1915 de Bruno Dumont : Camille Claudel
- 2013 : Lessons in Love (Words and Pictures) de Fred Schepisi : Dina Delsanto
- 2013 : L'Épreuve (Tusen ganger god natt) d'Erik Poppe : Rebecca
- 2014 : Sils Maria d'Olivier Assayas : Maria Enders
- 2014 : Godzilla de Gareth Edwards : Sandra Brody
- 2015 : Personne n'attend la nuit (Nadie quiere la noche) d'Isabel Coixet : Joséphine
- 2015 : Les 33 (The 33) de Patricia Riggen : Maria Segovia
- 2015 : L'Attente (L'attesa) de Piero Messina : Anna
- 2015 : 7 Letters, segment Cinema d'Eric Khoo : Elle
- 2016 : Ma Loute de Bruno Dumont : Aude Van Peteghem
- 2016 : Polina, danser sa vie d'Angelin Preljocaj et Valérie Müller : Liria Elsaj
- 2017 : Ghost in the Shell de Rupert Sanders : docteur Ouelet
- 2017 : Telle mère, telle fille de Noémie Saglio : Mado
- 2017 : Un beau soleil intérieur de Claire Denis : Isabelle
- 2018 : High Life de Claire Denis : Dibs
- 2018 : Voyage à Yoshino (Vision) de Naomi Kawase : Jeanne
- 2019 : Doubles Vies d'Olivier Assayas : Selena
- 2019 : Celle que vous croyez de Safy Nebbou : Claire
- 2019 : La Vérité d'Hirokazu Kore-eda : Lumir

#### Années 2020
- 2020 : La Bonne Épouse de Martin Provost : Paulette Van der Beck
- 2021 : Ouistreham d'Emmanuel Carrère : Marianne Winckler
- 2021 : Avec amour et acharnement de Claire Denis : Sara
- 2021 : La Fabrique des pandémies de Marie-Monique Robin : elle-même (documentaire)
- 2022 : La Route de l'enfer (Paradise Highway) d'Anna Gutto : Sally[170]
- 2022 : Le Lycéen de Christophe Honoré : Isabelle Ronis
- 2023 : La Passion de Dodin Bouffant de Trần Anh Hùng : Eugénie
- 2024 : The Return, le retour d'Ulysse (The Return) d'Uberto Pasolini : Pénélope
- 2025 : Queen at Sea de Lance Hammer

### Télévision

#### Séries télévisées
- 1983 : Dorothée danseuse de corde de Jacques Fansten : petit rôle
- 2017 : Dix pour cent, saison 2, épisode 6 Juliette de Jeanne Herry : elle-même
- 2022 : The Staircase (mini-série) d'Antonio Campos et Maggie Cohn : Sophie Brunet
- 2023 : The New Look, créée par Todd A. Kessler : Coco Chanel

#### Téléfilms
- 1983 : Fort bloqué de Pierrick Guinard : Nicole
- 1991 : Women and Men 2 : In Love There Are No Rules de Mike Figgis : Mara (Volet Mara)
- 2015 : Antigone at the Barbican d'Ivo van Hove : Antigone

#### Documentaires
- 2009 : Juliette Binoche dans les yeux de Marion Stalens : elle-même
- 2013 : Michael Haneke : Profession réalisateur (Michael Haneke – Porträt eines Film-Handwerkers) de Yves Montmayeur : elle-même
- 2016 : Les Années Obama : narratrice[171]
- 2018 : André Téchiné, cinéaste insoumis de Thierry Klifa : elle-même
- 2021 : Poumon vert et tapis rouge de Luc Marescot : elle-même
- 2022 : La Fabrique des pandémies de Marie-Monique Robin : elle-même

## Théâtre, danse et chanson
- 1977 : Le Malade imaginaire de Molière
- 1977 : Le Jeu de la feuillée d'Adam de la Halle
- 1979 : L'Ours d'Anton Tchekhov
- 1980 : Le roi se meurt d'Eugène Ionesco
- 1981 : Henri IV de Luigi Pirandello, mise en scène Jacques Mauclair, tournée franco-suisse
- 1982 : L'Argent de dieu de Michel Dodane, théâtre du Point-Virgule Paris, avec Jean-Bernard Feitussi, Christian Pernot
- 1988 : La Mouette d’Anton Tchekhov, mise en scène Andreï Kontchalovski, Odéon-Théâtre de l'Europe
- 1991 : introduction de la chanson Punishment Park d'Indochine.
- 1997 : Naked (Vêtir ceux qui sont nus) de Luigi Pirandello, mise en scène de Jonathan Kent, avec Juliette Binoche (Ersilia Drei), Oliver Ford Davies (Onoria), Théâtre Almeida Londres
- 2000 : Betrayal d'Harold Pinter, mise en scène David Leveaux, avec Liev Schreiber (Jerry), John Slattery (Robert), Théâtre Roundabout New York
- 2008 : In I créé et dansé avec Akram Khan, Théâtre de la Ville
- 2011 : Mademoiselle Julie d'August Strindberg, mise en scène Frédéric Fisbach, Festival d'Avignon
- 2015 : Antigone de Sophocle, mise en scène Ivo van Hove, créé au Grand Théâtre de Luxembourg le 25 février 2015 puis joué au Barbican de Londres, au Festival international d'Édimbourg, au Théâtre de la Ville (Paris), Anvers, Amsterdam, Recklinghausen en Allemagne et New York[172]
- 2017 : Vaille que vivre (Barbara), avec Alexandre Tharaud, inspiré par le livre Il était un piano noir..., Mémoires interrompus de Barbara, présenté dans la cour du Lycée Saint-Joseph lors de la 71e édition du Festival d'Avignon puis à la Philharmonie de Paris.

## Livre audio et voix off
- Derniers Fragments d'un long voyage de Christiane Singer, Audiolib, 2010
- François des oiseaux, Claire et le soleil de Michel Garnier, Association Magdala, 2014, voix de Claire d’Assise
- L'Amant de Marguerite Duras, éditions Gallimard, 2020

## Distinctions
Juliette Binoche est, avec Julianne Moore, l'une des deux actrices – et la première – à avoir remporté un prix d'interprétation dans les trois plus grands festivals de cinéma que sont Cannes, Venise et Berlin.
| Récompense                                        | Catégorie                                           | Année | Film                                                     | Statut     |
| ------------------------------------------------- | --------------------------------------------------- | ----- | -------------------------------------------------------- | ---------- |
| France                                            |                                                     |       |                                                          |            |
| César                                             | Meilleure actrice                                   | 1986  | Rendez-vous                                              | Nomination |
| César                                             | Meilleure actrice                                   | 1987  | Mauvais Sang                                             | Nomination |
| César                                             | Meilleure actrice                                   | 1992  | Les Amants du Pont-Neuf                                  | Nomination |
| César                                             | Meilleure actrice                                   | 1993  | Fatale                                                   | Nomination |
| César                                             | Meilleure actrice                                   | 1994  | Trois couleurs : Bleu                                    | Lauréat    |
| César                                             | Meilleure actrice                                   | 1996  | Le Hussard sur le toit                                   | Nomination |
| César                                             | Meilleure actrice                                   | 2001  | La Veuve de Saint-Pierre                                 | Nomination |
| César                                             | Meilleure actrice                                   | 2003  | Décalage horaire                                         | Nomination |
| César                                             | Meilleure actrice                                   | 2015  | Sils Maria                                               | Nomination |
| César                                             | Meilleure actrice                                   | 2018  | Un beau soleil intérieur                                 | Nomination |
| César                                             | Meilleure actrice                                   | 2023  | Ouistreham                                               | Nomination |
| Globes de Cristal                                 | Meilleure actrice                                   | 2018  | Un beau soleil intérieur                                 | Nomination |
| Lumières de la presse internationale              | Meilleure actrice                                   | 2011  | Copie conforme                                           | Nomination |
| Lumières de la presse internationale              | Meilleure actrice                                   | 2014  | Camille Claudel 1915                                     | Nomination |
| Lumières de la presse internationale              | Meilleure actrice                                   | 2015  | Sils Maria                                               | Nomination |
| Lumières de la presse internationale              | Meilleure actrice                                   | 2018  | Un beau soleil intérieur                                 | Nomination |
| Lumières de la presse internationale              | Meilleure actrice                                   | 2023  | Ouistreham                                               | Nomination |
| Prix Romy-Schneider                               | Meilleur espoir                                     | 1986  |                                                          | Lauréat    |
| Prix Suzanne-Bianchetti                           | Meilleur espoir                                     | 1987  |                                                          | Lauréat    |
| Festival du film de Cabourg                       | Swann d'or de la meilleure actrice                  | 1997  | Le Patient anglais                                       | Lauréat    |
| Festival du film de Cabourg                       | Swann d'or de la meilleure actrice                  | 2019  | Celle que vous croyez                                    | Lauréat    |
| UniFrance                                         | French Cinema Award                                 | 2018  | Pour le rayonnement du cinéma français à l'international | Lauréat    |
| États-Unis                                        |                                                     |       |                                                          |            |
| Oscars                                            | Meilleure actrice dans un second rôle               | 1997  | Le Patient anglais                                       | Lauréat    |
| Oscars                                            | Meilleure actrice                                   | 2001  | Le Chocolat                                              | Nomination |
| Screen Actors Guild Awards                        | Meilleure actrice dans un second rôle               | 1997  | Le Patient anglais                                       | Lauréat    |
| Screen Actors Guild Awards                        | Meilleure distribution                              | 1997  | Le Patient anglais                                       | Lauréat    |
| Screen Actors Guild Awards                        | Meilleure actrice                                   | 2001  | Le Chocolat                                              | Nomination |
| Screen Actors Guild Awards                        | Meilleure distribution                              | 2001  | Le Chocolat                                              | Nomination |
| Golden Globes                                     | Meilleure actrice - Film dramatique                 | 1994  | Trois couleurs : Bleu                                    | Nomination |
| Golden Globes                                     | Meilleure actrice dans un second rôle               | 1997  | Le Patient anglais                                       | Nomination |
| Golden Globes                                     | Meilleure actrice - Film musical ou comédie         | 2001  | Le Chocolat                                              | Nomination |
| Chicago Film Critics Association                  | Meilleure actrice dans un second rôle               | 1997  | Le Patient anglais                                       | Nomination |
| Chlotrudis Awards                                 | Meilleure actrice dans un second rôle               | 1997  | Le Patient anglais                                       | Lauréat    |
| Dallas-Fort Worth Film Critics Association        | Meilleure actrice dans un second rôle               | 1997  | Le Patient anglais                                       | Nomination |
| Hawaii International Film Festival                | Meilleure actrice                                   | 2010  | Copie conforme                                           | Lauréat    |
| Georgia Film Critics Association Awards           | Meilleure actrice                                   | 2012  | Copie conforme                                           | Lauréat    |
| Festival international du film de Seattle         | Meilleure actrice                                   | 2014  | L'Épreuve                                                | Nomination |
| Southeastern Film Critics Association             | Meilleure actrice dans un second rôle               | 1997  | Le Patient anglais                                       | Nomination |
| St. Louis Film Critics Association                | Meilleure actrice                                   | 2006  | Par effraction                                           | Nomination |
| Imagen Awards                                     | Meilleure actrice                                   | 2016  | Les 33                                                   | Lauréat    |
| International Cinephile Society Awards            | Meilleure actrice                                   | 2009  | Le Voyage du ballon rouge                                | Nomination |
| International Cinephile Society Awards            | Meilleure actrice                                   | 2012  | Copie conforme                                           | Nomination |
| International Cinephile Society Awards            | Meilleure actrice                                   | 2014  | Camille Claudel 1915                                     | Nomination |
| International Cinephile Society Awards            | Meilleure actrice - Cannes                          | 2014  | Sils Maria                                               | Lauréat    |
| International Cinephile Society Awards            | Meilleure actrice                                   | 2016  | Sils Maria                                               | Nomination |
| International Cinephile Society Awards            | Meilleure actrice dans un second rôle               | 2018  | Ma Loute                                                 | Nomination |
| International Cinephile Society Awards            | Meilleure actrice                                   | 2019  | Un beau soleil intérieur                                 | Nomination |
| Village Voice Film Poll                           | Meilleure actrice                                   | 2008  | Le Voyage du ballon rouge                                | Nomination |
| Village Voice Film Poll                           | Meilleure actrice                                   | 2011  | Copie conforme                                           | Nomination |
| Village Voice Film Poll                           | Meilleure actrice                                   | 2015  | Sils Maria                                               | Nomination |
| Tony Awards                                       | Meilleure comédienne                                | 2001  | Trahisons                                                | Nomination |
| Theatre World Awards                              | Meilleure comédienne                                | 2001  | Trahisons                                                | Lauréat    |
| Royaume-Uni                                       |                                                     |       |                                                          |            |
| BAFTA                                             | Meilleure actrice dans un second rôle               | 1997  | Le Patient anglais                                       | Lauréat    |
| BAFTA                                             | Meilleure actrice                                   | 2001  | Le Chocolat                                              | Nomination |
| BIFA                                              | Meilleure actrice                                   | 2006  | Par effraction                                           | Nomination |
| London Film Critics Circle                        | Meilleure actrice                                   | 2006  | Caché                                                    | Nomination |
| Europe                                            |                                                     |       |                                                          |            |
| Mostra de Venise                                  | Coupe Volpi de la meilleure interprétation féminine | 1993  | Trois couleurs : Bleu                                    | Lauréat    |
| Mostra de Venise                                  | Prix Pasinetti - Meilleure actrice                  | 1993  | Trois couleurs : Bleu                                    | Lauréat    |
| Berlinale                                         | Caméra de la Berlinale                              | 1993  | Contribution spéciale                                    | Lauréat    |
| Berlinale                                         | Ours d'argent de la meilleure actrice               | 1997  | Le Patient anglais                                       | Lauréat    |
| Festival de Cannes                                | Prix d'interprétation féminine                      | 2010  | Copie conforme                                           | Lauréat    |
| Prix du cinéma européen                           | Meilleure actrice                                   | 1992  | Les Amants du Pont-Neuf                                  | Lauréat    |
| Prix du cinéma européen                           | Meilleure actrice                                   | 1997  | Le Patient anglais                                       | Lauréat    |
| Prix du cinéma européen                           | Meilleure actrice                                   | 2005  | Caché                                                    | Nomination |
| Prix du cinéma européen                           | Meilleure actrice                                   | 2018  | Un beau soleil intérieur                                 | Nomination |
| Prix du cinéma européen                           | Prix du public de la meilleure actrice              | 2001  | Le Chocolat                                              | Nomination |
| Prix du cinéma européen                           | Achievement in World Cinema Award                   | 2019  | Pour l'ensemble de sa carrière                           | Lauréat    |
| Festival du film de Zurich                        | Golden Icon Award                                   | 2020  | Pour l'ensemble de sa carrière                           | Lauréat    |
| Espagne                                           |                                                     |       |                                                          |            |
| Prix Goya                                         | Meilleure actrice                                   | 2016  | Personne n'attend la nuit                                | Nomination |
| Prix José María Forqué                            | Meilleure actrice                                   | 2016  | Personne n'attend la nuit                                | Nomination |
| Prix Sant Jordi du cinéma                         | Meilleure actrice étrangère                         | 1994  | Trois couleurs : Bleu                                    | Lauréat    |
| Prix Sant Jordi du cinéma                         | Meilleure actrice étrangère                         | 1994  | Les Amants du Pont-Neuf                                  | Lauréat    |
| Prix Sant Jordi du cinéma                         | Meilleure actrice étrangère                         | 1994  | Fatale                                                   | Lauréat    |
| Festival international du film de Saint-Sébastien | Prix Donostia                                       | 2022  | L'ensemble de la carrière                                | Lauréat    |
| Estonie                                           |                                                     |       |                                                          |            |
| Festival du film Nuits noires de Tallinn          | Meilleure actrice                                   | 2013  | Camille Claudel 1915                                     | Lauréat    |
| Italie                                            |                                                     |       |                                                          |            |
| David di Donatello                                | Meilleure actrice                                   | 2016  | L'Attente                                                | Nomination |
| Ruban d'argent                                    | Prix européen                                       | 2016  | L'Attente                                                | Lauréat    |
| Norvège                                           |                                                     |       |                                                          |            |
| Prix Amanda                                       | Meilleure actrice                                   | 2014  | L'Épreuve                                                | Nomination |
| Festival international du film de Kosmorama       | Meilleure actrice                                   | 2014  | L'Épreuve                                                | Nomination |
| Suède                                             |                                                     |       |                                                          |            |
| Festival international du film de Göteborg        | Dragon Award                                        | 2018  | Pour l'ensemble de la carrière                           | Lauréat    |

### Récompenses

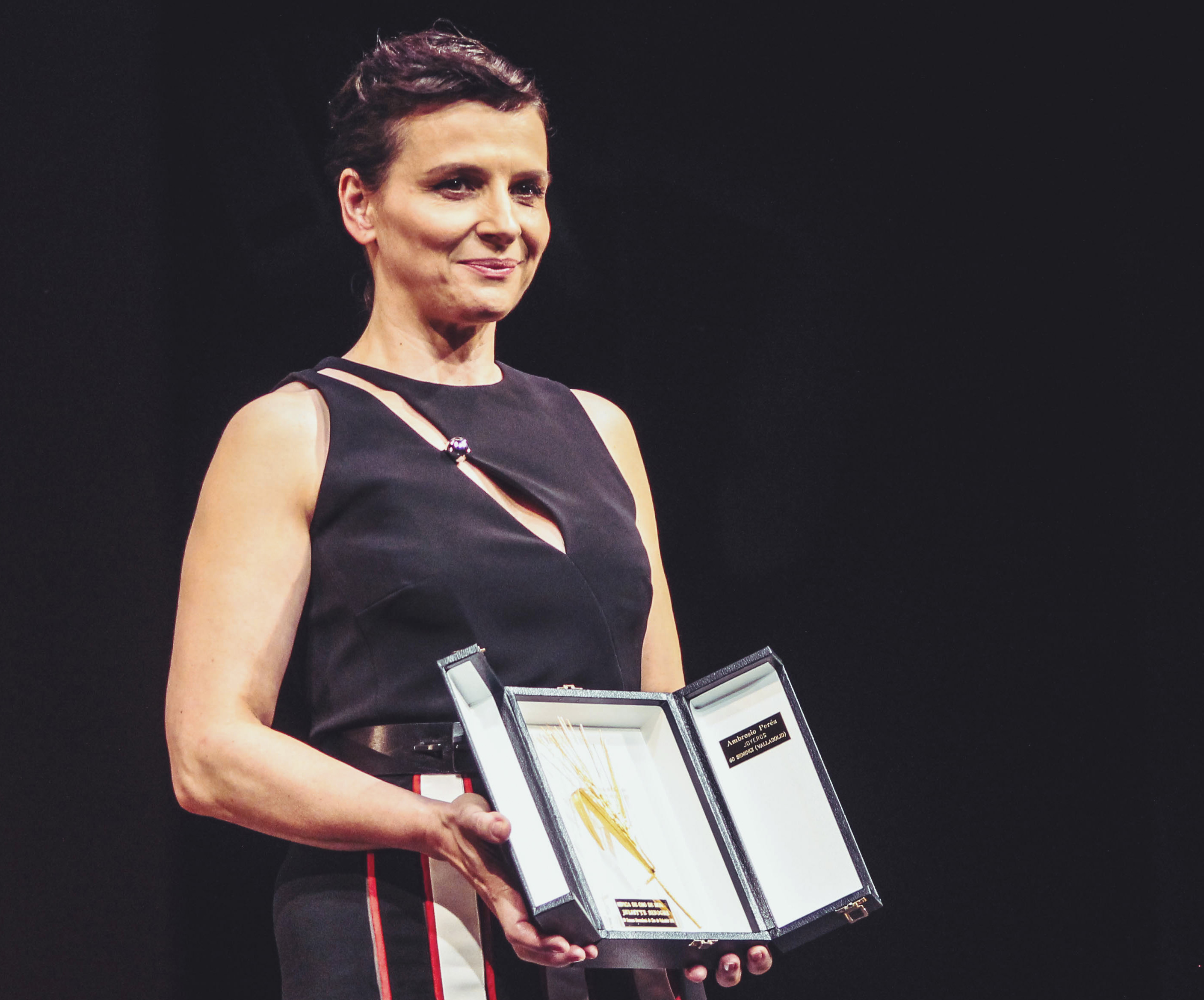
L'actrice récompensée en octobre 2015.

- Festival du Caire 2010 : Prix d'honneur pour sa carrière
- Festival de Marrakech 2013 : Prix d'honneur pour sa carrière
- Festival de Locarno 2014 : Prix d'honneur pour sa carrière
- Festival de Valladolid 2015 : Prix d'honneur pour sa carrière
- Festival de Cabourg 2019 : Swann d'or de la meilleure actrice pour Celle que vous croyez
- 2019 : Prix du cinéma européen d'honneur pour sa carrière
- Festival de Zurich 2020: Prix d'honneur pour sa carrière
- En astronomie, (19998) Binoche est un astéroïde nommé en son honneur.

### Anecdotes
- Elle est la seule actrice française à avoir été nommée dans les deux catégories d’interprétation féminine aux Oscars :
  - Meilleure actrice pour Le Chocolat.
  - Meilleure actrice dans un second rôle pour Le Patient anglais
- Elle est également la seule actrice française à avoir été nommée dans les trois catégories d'interprétation aux Golden Globes (catégorie cinéma) :
  - Meilleure actrice dans un film dramatique pour Trois couleurs : Bleu.
  - Meilleure actrice dans un film musical ou une comédie pour Le Chocolat.
  - Meilleure actrice dans un second rôle pour Le Patient anglais.
- Elle est la première des deux seules actrices (avec Julianne Moore) à avoir reçu un prix d'interprétation dans les trois plus grands Festivals de cinéma du monde :
  - Mostra de Venise : Coupe Volpi de la meilleure interprétation féminine pour Trois couleurs : Bleu.
  - Berlinale : Ours d'argent de la meilleure actrice pour Le Patient anglais.
  - Festival de Cannes : Prix d'interprétation féminine pour Copie conforme.
- Elle est la troisième actrice la plus nommée pour le César de la meilleure actrice avec onze nominations (pour une victoire).